# Jacobus van Dijck
Jacobus van Dijck ( también van Dyck, Waalwijk, 10 de septiembre de 1817-Oisterwijk, 25 de abril de 1896) fue un pintor, dibujante, grabador y profesor de academia holandés del siglo XIX. Estudió en la Real Escuela de Bellas Artes (Koninklijke School voor Beeldende Kunsten) en Den Bosch (1833-1839) y en la Real Academia de Bellas Artes (Koninklijke Academie voor Schone Kunsten) de Amberes (1839-1847). Sus principales periodos artísticos se dividen entre Ámsterdam (1847-1858) y Den Bosch (1858-1867). Entre 1867 y 1895 fue profesor de dibujo en el Rijks HBS en Helmond y director de Stadstekenschool.

## Premios
- Primer premio de Groote compartido con otros tres candidatos, Premio de Roma (1847).
- Doble premio extraordinario y medalla de oro, por una obra de ambientación bíblica: Pedro y Juan en la tumba vacía del Salvador. Premio de Roma (1850)

## Galería

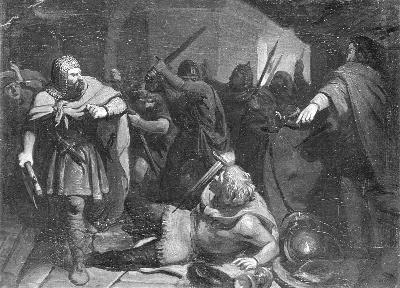
Asesinato de Godofredo de Frisia.
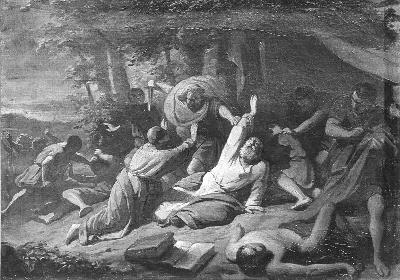
Martirio de San Bonifacio en Dokkum.
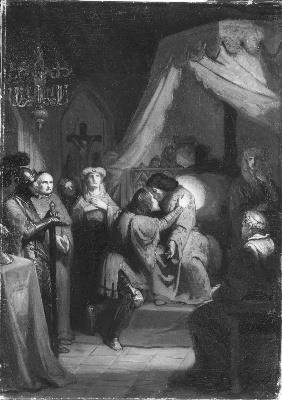
el Reconciliación del Conde Dirk VII y su hermano.
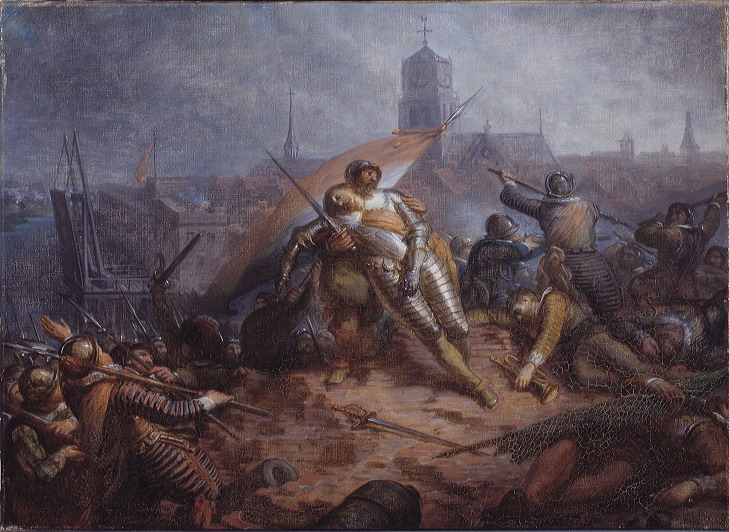
Muerte de Guillermo de Nassau en Grol.